# Torshälla kyrka
Torshälla kyrka är en kyrkobyggnad i Torshälla i Eskilstuna kommun. Den är församlingskyrka i Torshälla församling i Svenska kyrkan, tillhörande Strängnäs stift. Kyrkan ligger vid Rådhustorget. Kyrkan var även församlingskyrka för Torshälla landsförsamling.

## Historia
De äldsta delarna av den nuvarande kyrkobyggnaden i sten uppfördes i romansk stil på 1100-talet vid den gamla offerplatsen Torsharg.  1317 fick Torshälla stadsrättigheter och stadens snabba befolkningstillväxt gjorde en tillbyggnad av kyrkan nödvändig. Ett nytt långhus byggdes till vid västra sidan och det tidigare långhuset blev kor. Under 1400-talet tillkom kyrktornet och vapenhuset och innertaket försågs med valv.

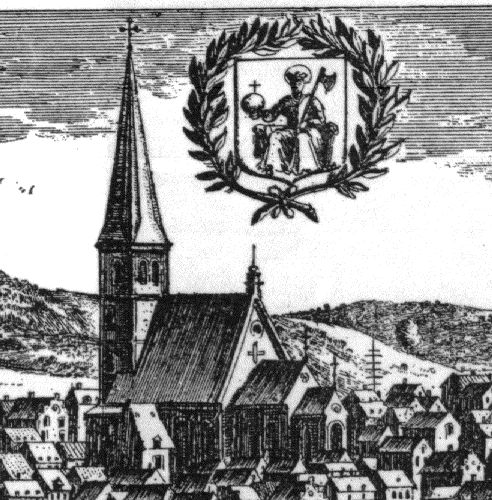
Torshälla kyrka med den ursprungliga spiran. Detalj från ett kopparstick från 1600-talet av Erik Dahlbergh ur Suecia Antiqua et Hodierna.

Torshälla kyrktorn byggdes om med en hög tornspira 1614. I vissa källor anges höjden till 102 meter inklusive spiran, andra uppgifter gör gällande att höjden uppmättes till motsvarande 78 meter av byggmästare Fredric Golling 1786. Kyrkan var inklusive spiran en av Sveriges högsta byggnader, då den högsta kyrkobyggnaden i Strängnäs stift, och tornet användes därför som landmärke av sjöfarten på Mälaren. Spiran förstördes tillsammans med taket i en brand orsakad av ett åsknedslag 1873.  Vid återuppbyggnaden ersattes spiran med de nuvarande låga trappstegsgavlarna i tegel.  Taket till långhuset sänktes också vid denna ombyggnad.  Spår av den tidigare takhöjden är fortfarande synliga i kyrktornets östra fasad.

## Utsmyckning
I kyrkan visas medeltida helgonbilder i trä föreställande S:ta Birgitta, S:ta Katarina, S:ta Gertrud och S:t Göran.  Valv- och väggmålningarna från 1400-talet tillskrivs Albertus Pictor, och innehåller Sveriges äldsta kända avbildning av glasögon.  Målningen visar Abraham som en läsande man med glasögon.

## Orgel
- 1600-talets början fanns en orgel i kyrkan.
- 1667–1673 byggdes en orgel av Olof Jonae, Stora Mellösa.
- 1744 byggde Daniel Stråhle en orgel med 10 stämmor.[6]

| Manual                       |
| Kvintadena 8'                |
| Gedackt 8'                   |
| Principal 4'                 |
| Spetsflöjt 4'                |
| Kvinta 3'                    |
| Oktava 2'                    |
| Sesquialtera II              |
| Scharf III                   |
| Trumpet 8' (halverad stämma) |
| Trumpet 4' Bas               |
| Vox virginea                 |

- 1912 bygger Åkerman & Lund, Sundbybergs köping en orgel med 17 stämmor, fördelad på två manualer och pedal. Orgeln ombygges av samma firma 1955 till 19 stämmor.
- Den nuvarande orgeln är byggd 1980 av Walter Thür Orgelbyggen, Torshälla. Orgeln är mekanisk. Fasad och ljudande fasadpipor är från 1744 års orgel.

| Huvudverk I         | Svällverk II      | Pedal      | Koppel |
| Principal 8´        | Rörflöjt 8´       | Subbas 16´ | I/P    |
| Gedackt 8´          | Fugara 8´         | Borduna 8´ | II/P   |
| Principal 4´        | Voix celeste 8´   | Octava 4´  | II/I   |
| Spetsflöjt 4´       | Traversflöjt 4'   | Fagott 16' |        |
| Waldflöjt 2'        | Principal 2'      |            |        |
| Sesquialtera 2 chor | Nasat 1 1/3'      |            |        |
| Mixtur 4 chor       | Scharf 3 chor     |            |        |
| Tremulant           | Oboe 8'           |            |        |
|                     | Tremulant         |            |        |
|                     | Crescendosvällare |            |        |

## Bilder

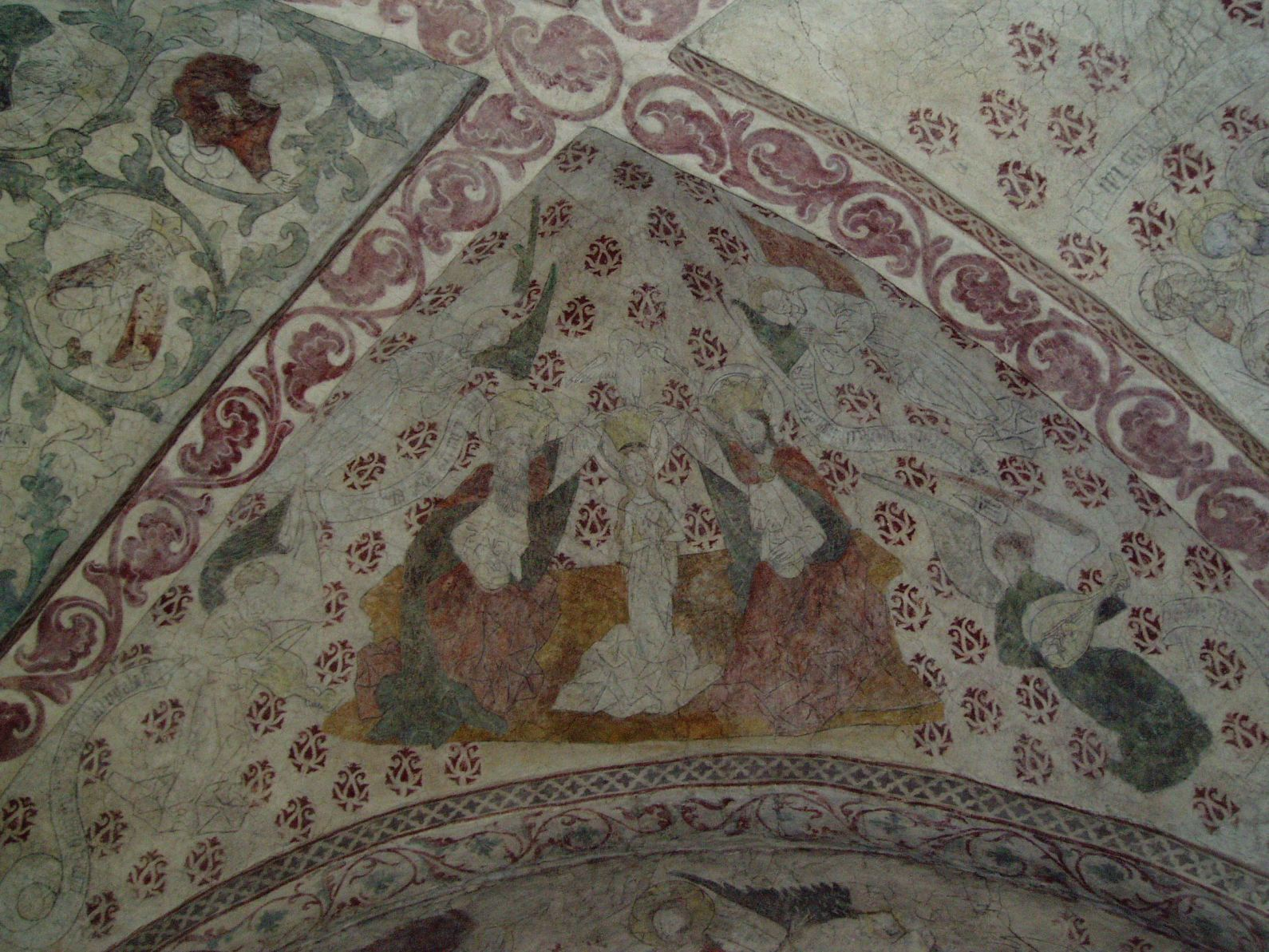
Kalkmålning
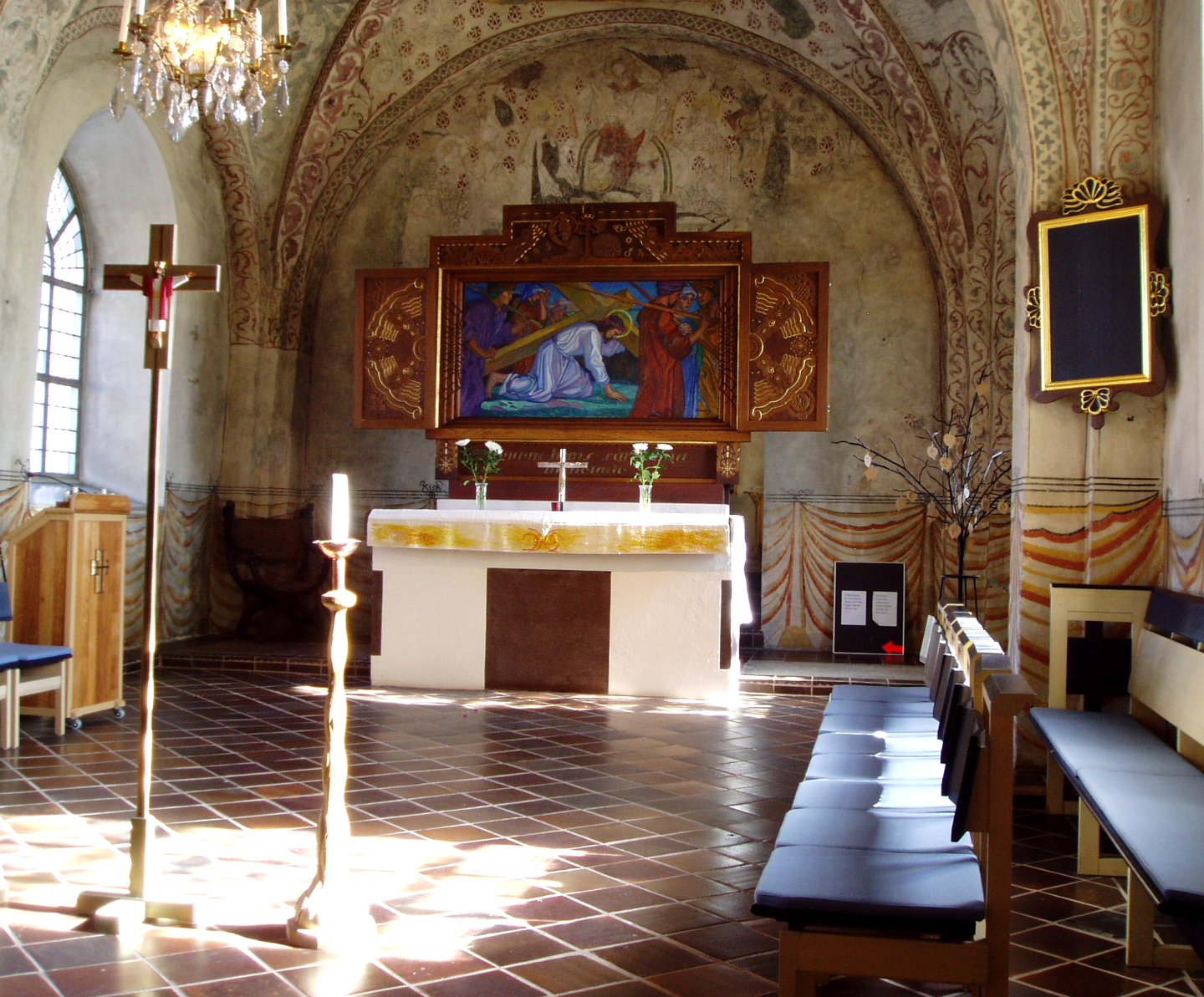
Koret
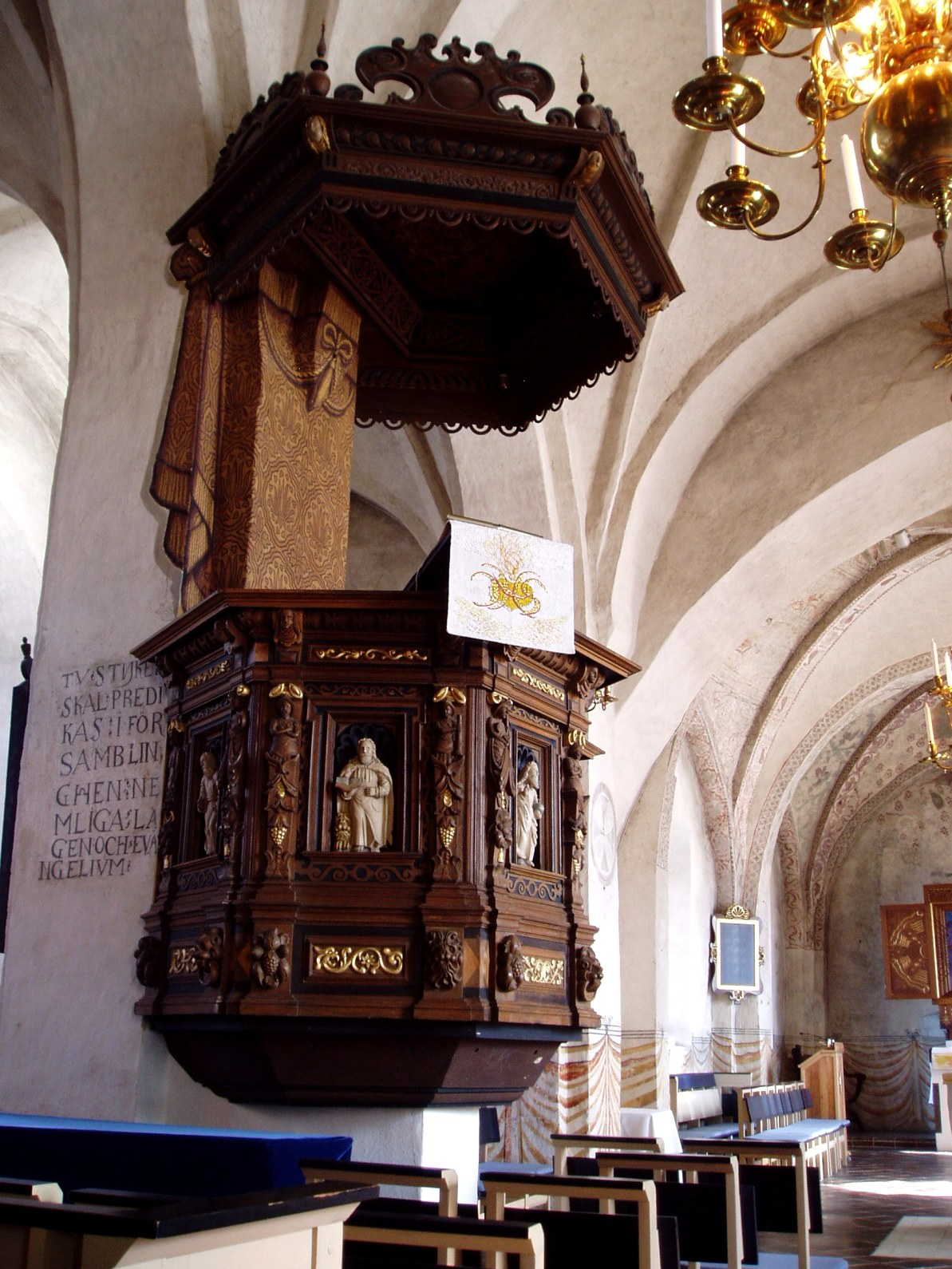
Predikstol
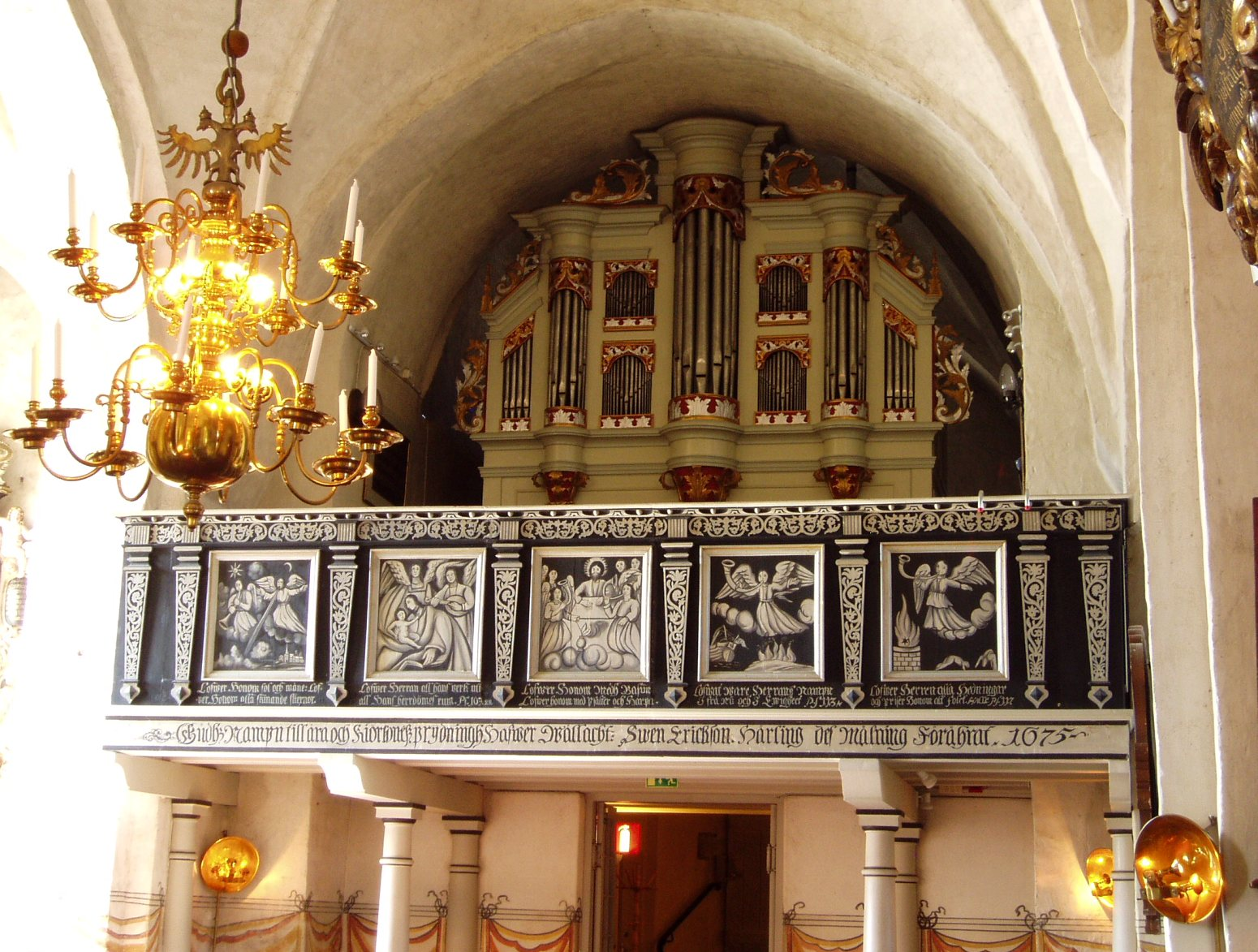
Orgel
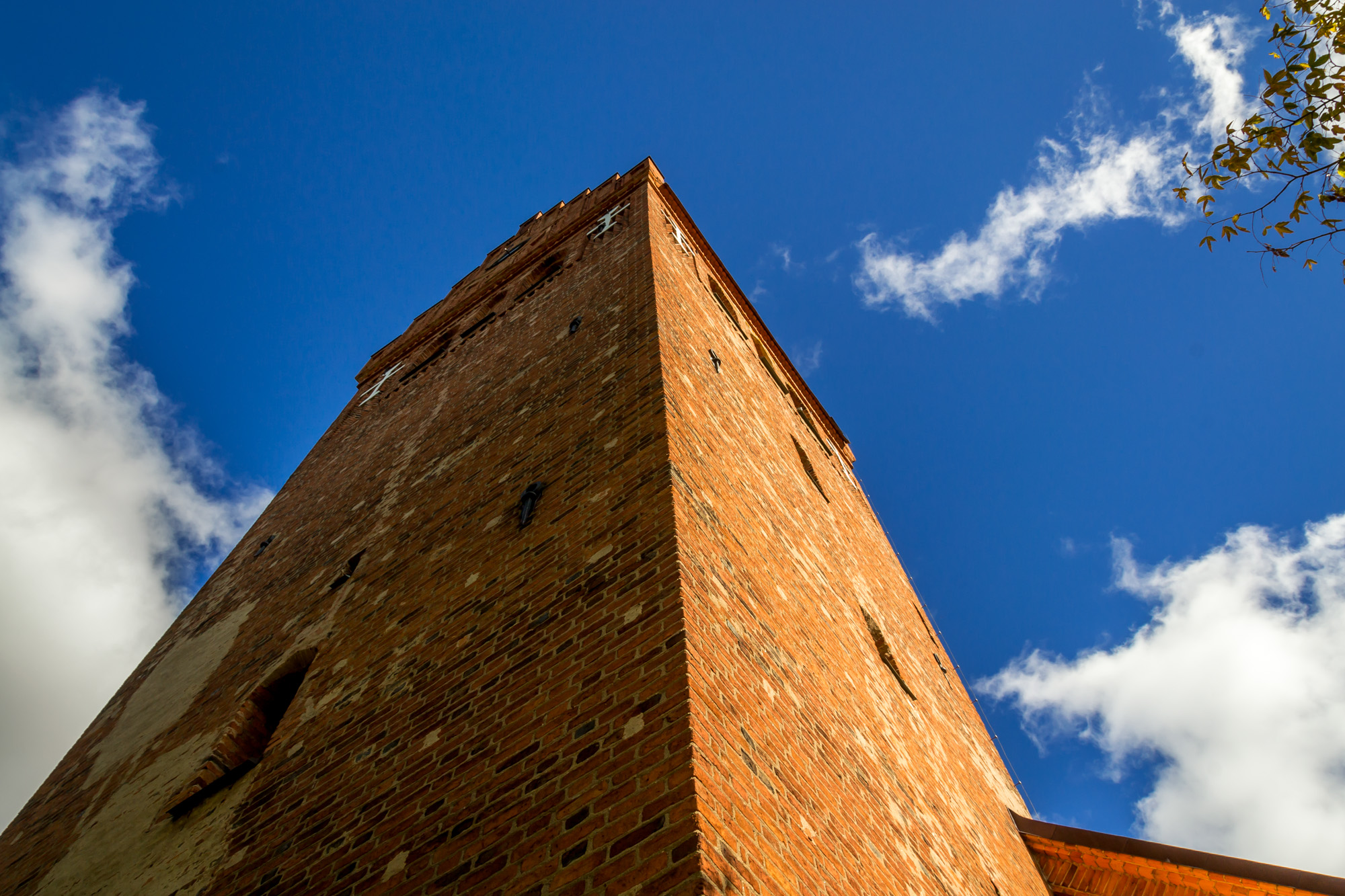
Tornet

## Gravar
- Reinhold Rademacher (1609–1668), grundare av Eskilstunas smidesindustri.
- Adolf Zethelius, silversmed och bruksägare till Nyby bruk.